# هوم‌وود (ایلینوی)
هوم‌وود (به انگلیسی: Homewood) یک روستا در ایالات متحده آمریکا است که در شهرستان کوک (ایلینوی) قرار دارد. هوم‌وود ۱۳٫۶۳ کیلومتر مربع مساحت و ۱۹٬۳۲۳ نفر جمعیت دارد و ۲۰۰٫۸۷ متر بالاتر از سطح دریا واقع شده‌است.